# 연예인 지옥
연예인 지옥은 플래시 창작팀 오인용의 리더 데빌(장석조)씨가 기획/제작한 풍자 애니메이션이다. 2000년대 초반에 등장하여 조회수의 폭발적인 증가와 함께 엄청난 인기를 끌었다. 주로 병역을 기피하는 일부 연예인 및 지식층인 스티붕유와 아르헨도라는 캐릭터를 통해 풍자하는 애니메이션으로 많은 사람들에게 흥미를 안겨주었으나 당시 마녀사냥의 대상이였던 문희준을 비하한 무뇌중 캐릭터를 만들어 후에 많은 꾸지람을 받았다. 병역을 부과받고 있는 장병들이나, 이미 예비역으로 전역한 대한민국의 남성들에게는 많은 칭찬을 받기까지 했지만, 당시 병역을 부과받고 있지 않은 국민들이나, 문희준 및 유승준 팬클럽 회원과 이들을 좋아하는 팬들에게 많은 비난을 받기도 했다.
하지만 2004년 11월 문희준의 당시 소속사인 SM 엔터테인먼트가 명예훼손에 대하여 소송을 제기하자, 오인용은 기존의 연예인 지옥 시리즈를 모두 삭제하게 되었고, 이후 기존의 연예인 캐릭터를 모두 삭제한 신편 작품인 '신 연예인 지옥'으로 교체한다. 아울러 문희준이 2005년 11월 21일에 자진하여 논산 육군훈련소에 입대하여 2007년 11월 20일에 만기 전역하게 되자, 그를 무시하던 사람들은 더 이상 그를 병역 기피자로 무시하지 않게 되었다.
2008년 4월 25일 신 연예인 지옥 1 ~ 5편으로 구성된 신 연예인 지옥 카툰북 1권이 출간되었다. 2008년 7월 11일 외전 디카이야기편을 끝으로 제작이 중단되었으나, 2012년 8월 10일 4년 만에 온라인게임 홍보용 외전 모나크편 (약탈전, 부대전투)을 발표하였다. 2013년 3월 13일 5년만에 오리지널 완결편인 신 연예인 지옥 9편을 발표하였으며, 2013년 6월 6일 신 연예인 지옥 시즌2 1편을 공개하였다.

## 캐릭터

### 연예인 지옥 캐릭터
- 정지혁 병장(분대장) : 1중대의 실세로 분대장이며 항상 군기를 잃지 않으려고 노력한다. 평소에는 냉정하고 폭력적인 성격을 보유하며 후임들을 마구 구타하기도 하지만, 한없이 부드러운 면도 가지고 있다. 겁이 없고 용감하지만, 머리가 나빠서 가끔 후임병들의 놀림감이 되기도 한다.
- 최현일 병장 : 1중대의 실세로 부분대장이며 부대보다는 주로 영창에 있는 편이다. 다소 광폭한 성격을 가지고 있으며, 이러한 성격 때문에 자주 영창을 가지만 부대에 복귀하여 만난 짱고 소대장에게 한눈에 반하는 순진한 모습도 보여준다. 신 연예인 지옥에서는 성우의 사정으로 인해 나오는 횟수가 적은 편이었지만, 특유의 성격으로 인해서 존재감만은 크게 부각된다.
- 장동혁 병장 : 정지혁 병장과 최현일 병장과 동기로, 마른 몸집을 가지고 있다. 주로 당직부사관 근무와 위병조장 근무를 자주 하므로, 생활관에서 쉬는 모습을 찾아볼 수 없다. 장동혁 병장역을 맡았던 성우 장동혁이 사망하여 신 연예인 지옥 시즌2에는 등장하지 않는다.
- 장석조 병장 : 말년병장으로 무릎에 물이 찼다며 훈련과 작업을 열외하고, 동기인 손효석 병장과 함께 신병을 속이기도 한다. 항상 생활관에서 짱박혀 있으며, 그만큼 비중이 적은 캐릭터이다.
- 손효석 병장 : 말년병장으로 허리가 아프다며 훈련과 작업을 열외하고, 동기인 장석조 병장과 함께 신병을 속이기도 한다. 항상 생활관에서 짱박혀 있으며, 그만큼 비중이 적은 캐릭터이다.
- 지정팔 병장 : 취사병으로 몸집이 매우 크다. 자신이 고생하여 만든 음식을 몰래 버리는 것을 매우 싫어한다.
- 민상식 상병 : 만화에서는 비중이 없는 캐릭터였으나, 신 연예인 지옥 5편에서는 외출을 나간 정지혁 병장(분대장)과 영창에 간 최현일 병장(부분대장)을 대신하여 생활관 인원들을 통솔한다.
- 김치발 상병 : 만화에서는 비중이 없는 캐릭터로, 김창후 이병의 탈영사건의 김홍석 소대장을 모델로 만든 캐릭터이다.
- 정민철 상병 : 시설관리병으로 특히 목욕탕에 속옷을 입고 들어오는 것을 매우 싫어한다. 보일러와 목욕탕을 관리한다.
- 피바다 상병 : 상근 예비역으로 충성클럽 관리병이며, 성격이 다혈질이라 자신이 상근 예비역이라고 무시하는 병사들을 매우 싫어한다. 일명 피돌이로 불린다. (카툰북 계급표에는 이름이 한바다 라고 되어있다.)
- 김상철 일병 : 김창후 이병의 탈영사건에 등장하며 주로 위병조장 근무를 한다. 하지만 연예인 지옥에서는 존재감이 별로 없다.
- 오영태 일병 : 평범한 행정병으로 연예인 지옥 전반에는 이병이었는데, 연예인 지옥 후반에 일병으로 진급을 하였다. 연예인 지옥 캐릭터 중에서 유일하게 진급한 캐릭터이다.
- 서종현 일병 : 이발병이며 만화에서의 비중은 없다.
- 김창후 이병 : 실수가 많은 고문관으로 정지혁 병장에게 시달림을 많이 당한다. 그러나 이러한 어리버리한 성격과는 다르게 정지혁 병장의 여동생인 짱고가 김창후 이병을 좋아하기도 하였다.(물론 김창후 이병 본인은 까칠한 성격을 가진 짱고를 싫어한다.)
- 백건 소대장 (중위) : 짱고 소대장이 새로 부임하기 전의 1중대 소대장이었다. 말끝마다 "음."이라는 말을 붙이는 게 특징이다. 연예인 지옥 캐릭터 중에서 유일하게 이름을 알 수 없는 캐릭터이다.
- 김홍석 소대장 (소위) : 김창후 이병의 탈영사건에서는 1중대 소대장이었으나 연예인 지옥에서는 본부중대 소대장으로 1중대와 축구시합을 하였다.
- 신구 주임원사 (원사)  : 연예인 지옥 외전 - 김창후 이병의 추억편에 등장하였으며 1중대 생활관 점호를 주관하기도 하였다.
- 김경호 행정보급관 (상사) : 행정보급관과 전혀 맞지 않게 무식하고 과격한 면이 있다. 때문에 행정보급관이 병사들을 제대로 통솔해야 하는데, 통솔을 제대로 하지 않고 자신이 해야 할 일을 하지 않고 정지혁 병장에게 떠넘겨버린다. 그러나 행보관의 과거에서는 따뜻한 부하사랑을 보여주기도 하였다.
- 무뇌중 이병 : 가수 문희준을 모델로 한 캐릭터이다. 가수출신으로 무개념 행동으로 인해 정지혁 병장에게 시달림을 많이 당한다. 스티붕유와는 달리 연예인 지옥 5편까지 비중있게 나온다.
- 스티붕유 이병 : 가수 스티브 유를 모델로 한 캐릭터이다. 가수출신으로 본래 병영 부조리가 없고 질이 좋은 미국군으로 가려다, 재수없게 한국군의 666부대로 입대하게 된다. 이상한 눈매 때문에 완선이(가수 김완선)로 불린다.
- 아르헨도 이병 : 가수 이현도를 모델로 한 캐릭터이다. 가수출신으로 33살에 입대하였다. 상당히 많은 나이 때문에 예비군으로 불린다.
- 짱고 : 정지혁 병장의 여동생이다. 김창후 이병을 짝사랑 하고 있지만, 김창후는 난폭한 성격의 짱고를 싫어한다. 신 연예인 지옥에서 김창후 이병을 쫓아 소대장으로 들어온다.

### 신 연예인 지옥 캐릭터
- 강심장 이병 : 대기업을 운영하는 대회장의 세 번째 아들이자 갑부 2세로 영화 배우이다. 본래 군대에 입대하는 것을 상당히 싫어했으나, 전우애를 느끼며 점차 군 생활에 적응을 해 나간다. 그러나 습관인지 무개념 행동을 자주 하여 정지혁 병장에게 시달림을 당한다.
- 기진맥 이병 : 몸이 많이 아프며 허약 체질이다. 허리와 어깨와 무릎 등 안 아픈 곳이 없는 종합병원 캐릭터이다. 하지만 동기인 강심장 이병과는 다르게 열심히 군생활을 하려고 노력한다.(하지만 나중에 거짓으로 들통나서 헐리우드라는 별명을 얻게된다.)
- 신앙심 이병 : 중년탐정 김정일의 캐릭터로 일심파 조직의 조폭 출신이며, 사회에서 어떤 인간을 폭행하다가 식물인간을 만들어서 사고를 치고, 결국 일심파 조직의 대장인 전염병의 권유를 받고 사회로부터 도피하여 군대에 입대하였다. 조폭 출신의 성격을 못 버리고 선임병들에게 제대로 하극상을 일으키지만, 때마침 외박에 복귀한 정지혁 병장에게 제압당한다.
- 미쓰 김(김민선) : 왕다방 미쓰김으로 정지혁 병장의 짝사랑 상대이다. 다방커피 아가씨로써 행보관이 데려왔을 때 정지혁 병장과 우연히 마주치게 된다. 666부대에 축구를 구경하던 사이 어디론가 사라진다. 연예인 지옥의 등장인물 중 짱고, 비쥬얼드에 이어 미인계로 등장한다.
- 고영창 이병 : 낙성대학교의 뛰어난 학생으로, 컴퓨터공학과 출신이다. 이름과는 다르게 천재적인 컴퓨터 실력으로 대대장의 눈에 띄어 행정병인 오영태 일병의 후임이 된다.
- 최홍 대대장 (중령) : 대대장답게 성격이 매우 쾌할하다. 자신의 부대에서 열린 호국의 무대 장기자랑에서 1등한 병사들의 포상휴가를 흔쾌히 허락하였다. 참고로 정치인이었다가 군대에 입대한 구정치 이병과는 잘 알고 있는 사이이기도 하다.
- 짱고 소대장 (소위) : 김창후 이병을 좋아하는 정지혁 병장의 여동생으로, 연예인 지옥에서 오빠를 면회왔다가 김창후 이병에게 한눈에 반하게 된다. 엄마의 권유로 군인이 되기로 결정한다. 그리고 여군학교를 졸업하여 1중대 소대장으로 부임하였다.

### 김창후 이병의 탈영사건 캐릭터
- 김창후 이병 : 선임병들의 구타를 견디지 못해 탈영을 하였다가, 결국 붙잡혀 영창을 가게 된다.
- 정지혁 상병 : 김창후 이병의 탈영사건에서는 상병으로 나오며, 탈영사건 책임으로 영창을 가게 된다.
- 장동혁 병장 : 김창후 이병의 탈영사건에서는 정지혁 병장의 선임병으로 나오며, 탈영사건 책임으로 영창을 가게 된다.
- 장석조 상병 : 김창후 이병의 탈영사건에서는 정지혁 병장의 후임병으로 나온다.
- 손효석 병장 : 연예인 지옥과 같이 말년병장이다.
- 김상철 일병 : 김창후 이병의 선임병이다.
- 김홍석 소대장 (소위) : 1중대 소대장
- 지정훈 병장 : 취사병으로 김창후 이병이 탈영하면서 남긴 편지에 언급되었으며 연예인 지옥에서 취사병으로 나오는 지정팔 병장과 동일인물이다.

## 연예인 지옥 편수
9편의 오리지널 스토리와 외전 3편, 다큐멘터리 3편, 뮤직비디오 2편이 제작되었다. 9편의 오리지널 스토리와 외전 추억편, 군주편은 유튜브 장석조 감독 공식채널에서 볼 수 있다.
- 연예인 지옥 예고편
- 연예인 지옥 1 - 무뇌중 1부
- 연예인 지옥 2 - 무뇌중 2부
- 연예인 지옥 3 상 - 스티붕유 1부
- 연예인 지옥 3 하 - 스티붕유 2부
- 연예인 지옥 4 상 - 스티붕유 3부
- 연예인 지옥 4 하 - 스티붕유 4부
- 연예인 지옥 5 상 - 아르헨도 1부
- 연예인 지옥 5 중 - 아르헨도 2부
- 연예인 지옥 5 하 - 아르헨도 3부
- 연예인 지옥 외전 1 - 김창후 이병의 추억편 : 연예인 지옥 1편의 숨은 이야기로 김창후 이병과 고양이 보아의 슬픈 추억 이야기이다.
- 연예인 지옥 외전 2 - 군주편 : 온라인 게임 홍보판
- 연예인 지옥 외전 3 - 조혈모세포 기증편 : 골수기증 캠페인판으로 오인용 공식홈페이지에서 볼 수 있다.

## 신 연예인 지옥 편수
9편의 오리지널 스토리와 외전 7편이 제작되었다.
- 신 연예인 지옥 1 - 강심장과 기진맥 1부 (만화책 판 제목:새로운 꼴통 등장!!)
- 신 연예인 지옥 2 - 강심장과 기진맥 2부 (만화책 판 제목:정지혁이는 아주 나쁜 놈입니다.)
- 신 연예인 지옥 3 - 강심장과 기진맥 3부 (만화책 판 제목:호국의 무대)
- 신 연예인 지옥 4 - 신앙심 1부 (만화책 판 제목:저는 선량한 시민입니더.)
- 신 연예인 지옥 5 - 신앙심 2부 (만화책 판 제목:쿠데타!!)
- 신 연예인 지옥 6 - 신앙심 3부 : 하극상 완결편으로 발표일인 2007년 6월 23일 당시 접속자 폭주로 홈페이지가 다운되어 6월 25일까지 발표가 지연되기도 하였다.
- 신 연예인 지옥 7 예고편
- 신 연예인 지옥 7 - 군대괴담 1부
- 신 연예인 지옥 8 - 군대괴담 2부
- 신 연예인 지옥 9 예고편
- 신 연예인 지옥 9 - 군대괴담 3부 (신 연예인 지옥 완결편) : 오인용이 5년만에 발표한 정규신작이다. 장동혁 병장역을 맡은 성우 장동혁이 건강악화로 참여하지 못해 김창후가 대역을 하였다.
- 신 연예인 지옥 외전 1 - 족구대회편 1부 : 온라인 게임 홍보판으로 오인용 공식홈페이지에서 볼 수 있다.
- 신 연예인 지옥 외전 2 - 족구대회편 2부
- 신 연예인 지옥 외전 3 - 족구대회편 3부
- 신 연예인 지옥 외전 4 - 정지혁 병장의 악몽 편 (정지혁, 제대하다?!) : 신 연예인 지옥 카툰북 부록CD에 수록된 오리지널 외전이다. 유튜브 장석조 감독 공식채널에서 볼 수 있다.
- 신 연예인 지옥 외전 5 - 디카이야기편 : 모니터색 교정기 홍보판으로 제작되었으며 오인용 공식홈페이지에서 볼 수 있다.
- 신 연예인 지옥 외전 6 - 모나크 1부 (약탈전편) : 외전 디카이야기편 이후 4년여만에 선보인 작품으로 온라인 게임 홍보판이다.
- 신 연예인 지옥 외전 7 - 모나크 2부 (부대전투편)

## 신 연예인 지옥 시즌2 편수
신 연예인 지옥 시즌2 에서는 기존작품과는 다르게 성우진에 변동이 있다.
행정보급관, 손효석 병장, 민상식 상병 - 구본경, 피바다 상병 - 김창후, 오영태 일병 - 장석조, 짱고 소대장 - 김은영
- 신 연예인 지옥 시즌2 1편 - 구정치 1부
- 신 연예인 지옥 시즌2 2편 - 구정치 2부
- 신 연예인 지옥 시즌2 3편 - 구정치 3부
- 신 연예인 지옥 시즌2 외전 1편 - 월탱이벤트편 (온라인 게임 이벤트 홍보판) : 게임텔러 홈페이지에서 볼 수 있다.
- 신 연예인 지옥 시즌2 외전 2편 - 카정소편 (카드 정보유출 소송 홍보판)
- 신 연예인 지옥 시즌2 외전 3편 - EOD-233편 : 여신찾아 삼만리 (파일 쿠키 홍보판) : 유튜브 장석조 감독 공식채널에서 볼 수 있다.
- 신 연예인 지옥 시즌2 외전 4편 - 파파부편 : 정지혁 병장과 김창후 이병이 출연하는 대리운전 업체 홍보판이다. 파파부 페이스북에서 볼 수 있다.
- 신 연예인 지옥 시즌2 외전 5편 - 스윙클편 : 축의금 전달 앱 광고판으로 유튜브 장석조 감독 공식채널에서 볼 수 있다.
- 신 연예인 지옥 시즌2 광고 - 오인용 보이스 (무료앱) : 유튜브 장석조 감독 공식채널에서 볼 수 있다.

## 신 연예인 지옥 시즌2 웹툰
2013년 8월 30일 신연지 시즌2 3편 발표이후 4년 4개월여만에 선보이는 공식 후속편이다. 2018년 1월 21일부터 카카오페이지에서 플래시가 아닌 웹툰으로 연재 하였으며 작품 이름을 666부대로 변경하였다.
홍보판은 유튜브 장석조 감독 공식채널에서 볼 수 있으며 웹툰은 카카오페이지 앱 설치후 유료로 볼 수 있다. 2020년 3월 21일 연재가 완결되었다.

## 연예인 지옥 다큐멘터리
- 김창후 이병의 탈영사건 : 연예인 지옥의 전신이 되는 작품으로 연예인 지옥 3편 상에서 탈영사건에 대한 언급이 있어 외전이라고 할 수 있다. 오인용 공식홈페이지에서 볼 수 있다.
- 행보관의 과거 : 김경호 행정보급관의 연예인 지옥 666부대로 근무하기 전의 스토리로 행보관의 남다른 부하사랑을 느낄 수 있다. 오인용 공식홈페이지에서 볼 수 있다.

## 연예인 지옥 뮤직비디오
- 싸이의 인생극장 B형 - 정지혁 병장의 탈영사건 : 정지혁 병장이 여자친구가 다른 남자와 호텔에서 부적절한 관계를 가진것에 대해 분노하여 탈영을 감행하는데 남자와 여자친구를 찾아내 구타로 응징한다는 내용이다. 오인용 공식홈페이지에서 볼 수 있다.
- 노브레인의 Little Baby - 김창후 이병과 정지혁 병장의 여동생인 짱고가 출연한다. 유튜브 장석조 감독 공식채널에서 볼 수 있다.

## 연예인 지옥 시리즈 완결
신 연예인 지옥 웹툰인 666부대가 2020년 3월 21일 118편을 끝으로 완결이 되었다. 이로써 연예인 지옥 18년 대장정을 마무리하게 되었다. 유튜브 장석조 감독 공식채널에서 기념 플래시를 볼 수 있다.  